# Коморы на Паралимпийских играх
Коморы на Паралимпийских играх впервые приняли участие в 2012 году на летних Играх в Лондоне (не участвовали в Играх 2016 года и позже). На зимних Играх делегация Комор участия пока не принимала. Медалей на Играх спортсмены Комор пока не завоевали.